# Robert I de Nàpols
Robert I de Nàpols, dit «el Prudent» (Santa Maria Capua Vetere, 1278 - Nàpols, 1343), fou rei de Nàpols i comte de Provença (1309-1343).

## Orígens familiars
Fill quart del rei Carles II de Nàpols i la reina Maria d'Hongria, succeí al seu pare al tron de Nàpols el 1309. Era germà petit del rei d'Hongria Carles Martell.

## Ascens al tron
El 1309 fou nomenat hereu del seu pare al tron de Nàpols i comptà amb la benedicció del papa Climent V. El seu nebot Carles I Robert d'Hongria, fill de Carles Martell i primogènit de Carles II de Nàpols, no reclamà la corona napolitana gràcies al fet de ser escollit hereu del regne hongarès a la mort del seu pare.
Cap del partit papal dels güelfs, no fou capaç d'evitar el trencament el 1330 amb el Papa Joan XXII. Notable protector de les arts i dels seus estudis, fou amic personal de Boccaccio i Petrarca.

## Núpcies i descendents
El 1297 es casà a Roma amb Violant d'Aragó, filla de Pere III d'Aragó. D'aquest matrimoni en va néixer:
- l'infant Carles de Calàbria (1298-1328), nomenat duc de Calàbria i, per tant, hereu del regne.
- l'infant Lluís de Nàpols (1301-1310)

A la mort de Violant l'any 1302, Robert I es tornà a casar el 21 de juny de 1304 a Cotlliure (el Rosselló) amb Sança de Mallorca, filla del rei Jaume II de Mallorca. D'aquest matrimoni en nasqueren diversos fills que moriren joves, després de l'any 1340:
- Robert
- Joan[b]

La successió del regne recaigué en la seva neta Joana I de Nàpols a causa de la mort prematura del pare d'aquesta, Carles, duc de Calàbria, el 1328.